# Matthew H. Edney
Matthew H. Edney es un geógrafo británico que es profesor Osher de Historia de la Cartografía en la Universidad del Sur de Maine; y el director del Proyecto de Historia de la Cartografía de la Universidad de Wisconsin-Madison. Edney mantiene un blog, Mapping as Process, donde analiza el estudio de los procesos cartográficos: producción, circulación y consumo.

## Temprana edad y educación
Matthew H. Edney nació en 1962 en Londres SW19. Completó el B.Sc. (con honores) en Geografía en el University College London (1983) y luego la Master en Cartografía (1985) y el Ph.D. en Geografía (1990) en la Universidad de Wisconsin-Madison.

## Carrera
Después de enseñar en SUNY-Binghamton (también conocida como Universidad de Binghamton) en 1990-1995, Edney se mudó a la Universidad del Sur de Maine como académico en la Biblioteca de mapas Osher y el Centro Smith de Educación Cartográfica. En 2007 también se convirtió en Profesor Osher de Historia de la Cartografía.
Ya trabajando con Mary Pedley como editores de Cartografía en la Ilustración europea, volumen 4 de La Historia de la Cartografía, Edney asumió en 2005 el cargo de director del Proyecto de Historia de la Cartografía, en la Universidad de Wisconsin-Madison, tras la muerte de su graduado. asesor, David Woodward. En esta capacidad, Edney implementó la estrategia de Woodward de publicar los últimos tres volúmenes de la serie al mismo tiempo y como enciclopedias interpretativas. Convenció a la University of Chicago Press para que publicara los tres volúmenes (4, 5 y 6) a todo color y colocara los volúmenes publicados en línea para acceso público gratuito.
Los intereses de investigación de Edney han abordado una variedad de temas e inquietudes. Su disertación se publicó como Mapping an Empire: The Geographical Construction of British India, 1765–1843 (Chicago, 1997). Desde que se mudó a Maine, Edney ha estudiado particularmente el mapeo de la Nueva Inglaterra colonial y América del Norte, incluidos ensayos sobre el mapa de Nueva Inglaterra de William Hubbard (1677), el primer mapa impreso en la América británica, el mapa de Nueva Inglaterra de John Smith (1616|7). ), y el mapa de América del Norte de John Mitchell de 1755, que a menudo se denomina "el mapa más importante de la historia de Estados Unidos". Tiene un interés constante en desarrollar marcos conceptuales para la cartografía y la historia de los mapas, lo que ha madurado hasta convertirse en un gran proyecto; la primera parte está en prensa y aparecerá a principios de 2019 como Cartography: The Ideal and Its History (Chicago).

## Obras

### Libros y monografías
- Edney, M. H. Cartography: The Ideal and Its History. Chicago: University of Chicago Press, 2019.[4]
- Edney, M. H. Mapping an Empire: The Geographical Construction of British India, 1765–1843. Chicago: University of Chicago Press, 1997.[5]
- Edney, M. H. The Origins and Development of J. B. Harley’s Cartographic Theories. Cartographica Monograph 54. Cartographica 40, nos. 1–2. Toronto: University of Toronto Press, 2005.

- Edney, M. & Pedley, M.S. (eds.) The History of Cartography, Volume 4. Chicago: University of Chicago Press, 2019.

### Ensayos
- Edney, M. H. Map History: Discourse and Process. In The Routledge Handbook of Mapping and Cartography, edited by Alexander J. Kent and Peter Vujakovic, 68–79. London: Routledge, 2017.